# Eublemma apicipunctum
Eublemma apicipunctum är en fjärilsart som beskrevs av Saalmüller 1891. Eublemma apicipunctum ingår i släktet Eublemma och familjen nattflyn. Inga underarter finns listade i Catalogue of Life.